# Héctor Méndez
Héctor Méndez (ur. 1 sierpnia 1897 w Buenos Aires, zm. 13 grudnia 1977 w Buenos Aires) – argentyński bokser, kategorii półśredniej, medalista olimpijski.
Zdobył srebrny medal olimpijski na igrzyskach olimpijskich w Paryżu (1924) roku w kategorii półśredniej.
Był chorążym drużyny Argentyny podczas ceremonii otwarcia igrzysk olimpijskich w Amsterdamie (1928).